# جورجیا (فیلم ۱۹۹۵)
جورجیا (انگلیسی: Georgia) فیلمی در ژانر درام است که در سال ۱۹۹۵ منتشر شد.
مر وینینگام توانست به‌خاطر بازی در این فیلم برای دریافتِ جایزه اسکار بهترین بازیگر نقش مکمل زن نامزد شود.

## بازیگران
- جنیفر جیسن لی
- مر وینینگام
- تد لواین
- فلانی
- جان سی ریلی
- جیمی ویترسپون
- مایکل شاپیرو